# Jagdgeschwader z.b.V.
La Jagdgeschwader z.b.V. (JG z.b.V.) (escadron de chasseurs z.b.V. - l'abréviation z.b.V. provient de l'allemand et constituait les initiales de zur besonderen Verwendung signifiant pour déploiement spécial) est une unité de chasseurs de la Luftwaffe pendant la Seconde Guerre mondiale.
Active en 1944, l'unité était affectée aux missions visant à assurer la supériorité aérienne de l'Allemagne dans le ciel de l'Europe.

## Opérations
Le JG z.b.V. opère sur des chasseurs :
- Messerschmitt Bf 109G

## Organisation
Formé le 20 avril 1944 à Cassel, pour prendre le contrôle de :
- III./JG 3 ;
- I./JG 5 ;
- II./JG 27 ;
- III./JG 54 ;
- II./JG 53.

Le 15 juin 1944, le JG z.b.V. est renommé Stab/JG 4.

Geschwaderkommodore (Commandant de l'escadron) :
| Début         | Fin          | Grade     | Nom                    |
| ------------- | ------------ | --------- | ---------------------- |
| 20 avril 1944 | 20 mai 1944  | Major     | Gerhard Michalski (en) |
| 20 mai 1944   | 6 juin 1944  | Hauptmann | Walther Dahl (en)      |
| 6 juin 1944   | 15 juin 1944 | Major     | Gerhard Schöpfel       |